# Cloaca Maxima
La Cloaca Maxima (terme llatí que significa 'la claveguera més gran') de la Roma antiga era una gran construcció per evacuar les aigües residuals de la ciutat de Roma. Va ser construïda al final del segle vi aC al temps dels últims reis de Roma, Tarquini Prisc o Tarquini el Superb, segons l'experiència acumulada de l'enginyeria dels etruscs. Aquesta obra pública va ser majorment aconseguida gràcies a la direcció d'enginyers etruscs i al treball semiforçós de grans quantitats d'obrers provinents de les classes més pobres de la ciutadania romana.
Plini el Vell diu que el poble romà va veure que aquella era una obra esgotadora, i pensaven que només servia per mantenir-los sempre com a esclaus. Va durar tant de temps que molts treballadors es van suïcidar i Tarquini va ordenar que els seus cadàvers es clavessin en una creu perquè se'ls mengessin les feres.
Va ser una de les obres principals en la urbanització de Roma. Segons Titus Livi estava excavada al subsol de la ciutat, però sembla que en el seu origen era un canal a cel obert que recollia les aigües que, pel seu curs natural, baixaven dels turons, drenaven el pla del Fòrum Romà vora la Basílica Semprònia i també el Velabrum i acabaven al riu Tíber, prop del Temple d'Hèrcules, al Forum Boarium. Posteriorment aquest canal s'hauria cobert. Les restes actuals d'aquesta claveguera presenten una alçada de fins a 3 metres (10 peus romans), amb el paviment 12 metres per sota del carrer actual (la Via Cavour), és a dir uns 6 metres per sota del nivell antic.